# IB Realschule Asperg
Die IB Realschule Asperg ist eine Realschule  in Asperg  im Landkreis Ludwigsburg. Sie gehört zum Internationalen Bund (IB) und bietet mit dem Nachmittagsangebot die Möglichkeit, die Mittlere Reife zu erlangen.

## Standort
Die Räume der Schule sind über drei Gebäude verteilt und beinhalten neben den Unterrichtsräumen eine Mehrzweckhalle, eine Holzwerkstatt, eine Cafeteria, verschiedene Metallwerkstätten, ein Lernatelier, einen Technikraum, einen Kunstraum, einen Naturwissenschaftsraum, Besprechungsräume und diverse Lehrerzimmer und Verwaltungsbüros.

## Schulprofil

### Unterricht
Ab Klasse 5 werden neben den normalen Fächern Englisch als 1. Pflichtfremdsprache, Französisch als 2. Fremdsprache (ab Klasse 6) und Medienbildung (Grundkurs) unterrichtet.
Ab Klasse 7 kommen Wirtschaft/Berufs- und Studienorientierung und der Aufbaukurs Medienbildung dazu. Als Wahlpflichtfächer stehen ab Klasse 7 Technik, Alltagskultur, Ernährung, Soziales (AES) und Französisch zur Verfügung.

### Ganztagsbetreuung
Die IB Realschule Asperg bietet eine durchgehend strukturierte Nachmittagsangebot an fünf Tagen in der Woche von 7:30 – 15:30 Uhr an.
Angebote der Nachmittagsbetreuung (14:00 – 15:30 Uhr) sind Förder-Unterricht, LRS-Unterricht, Hausaufgabenbetreuung, berufliche Kurse, sportliche Kurse und kulturelle Kurse.

### Pädagogisches Konzept
Mit fächerübergreifenden Projekten vermittelt die IB Realschule Asperg neben Wissen auch kulturelle und soziale Kompetenzen. Erkundungsgänge, Exkursionen und eigene Werkstätten helfen in verschiedene Berufsfelder einzutauchen und berufliche Praxis zu erleben. Den Schülern steht eine Verbindungs- und Vertrauenslehrerin sowie zwei Schulsozialarbeiterinnen zur Seite.